# 11719 Hicklen
A 11719 Hicklen (ideiglenes jelöléssel 1998 HT98) a Naprendszer kisbolygóövében található aszteroida. A LINEAR projekt keretében fedezték fel 1998. április 21-én.